# 레오니트 마르켈로프

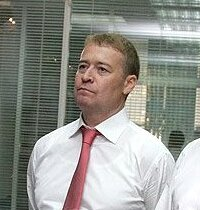
레오니트 마르켈로프 (2010)

레오니트 이고레비치 마르켈로프(Леонид Игоревич Маркелов, 1963년 - )는 마리옐 공화국의 대통령이다 (2001-2017). 2001년 1월 14일에 대통령이 되었다.